# Roxana Stinchfield Ferris
Roxana ("Roxy") Judkins Stinchfield Ferris (Sycamore, California, Estados Unidos, 13 de abril de 1895-Palo Alto, 30 de junio de 1978) fue una botánica estadounidense.
Nació en Sycamore, California, a Moisés y Annie Stinchfield. Esté nombrada después de su abuela, Roxany Judkins.
En 1916, obtuvo una maestría en botánica en la Universidad Stanford, y luego se unió al personal de la Herbario Dudley en Stanford, recogiendo miles de especímenes botánicos para la colección de allí. Se especializó en recoger fanerógamas, y en general botánica de California y México.
Stinchfield Ferris se retiró del Dudley Herbarium en 1963, y falleció en Palo Alto en 1978.

## Obra
- The trees and shrubs of western Oregon

- llustrated Flora of the Pacific States (coeditora)

- Death Valley Wildflowers

- Flowers of Point Reyes National Seashore

## Honores

### Eponimia
Varias especies han sido nombradas en honor de Ferris incluyendo:
- (Asteraceae) Haplopappus ferrisiae S.F.Blake[6]

- (Fabaceae) Astragalus tener var. ferrisiae Liston[7]

- (Rutaceae) Zanthoxylum ferrisiae Standl.[8]
- La abreviatura «Ferris» se emplea para indicar a Roxana Stinchfield Ferris como autoridad en la descripción y clasificación científica de los vegetales.[9]